# مخيم نهر البارد
مخيم نهر البارد هو مخيم للاجئين الفلسطينيين يقع في شمال لبنان، بالقرب من ميناء مدينة طرابلس، ويضم حوالي 30000 فلسطيني. وهو على مسافة 16 كم من طرابلس بالقرب من الطريق الساحلي. وأنشأ المخيم في الأساس اتحاد جمعيات الصليب الأحمر عام 1949 لتوفير الإقامة للاجئين الفلسطينيين من محيط بحيرة الحولة وشمالي فلسطين.
وفي مايو 2007 أصبح هذا المخيم محور صراع بين القوات المسلحة اللبنانية وجماعة فتح الإسلام المسلحة التابعة لتنظيم القاعدة التي دخلت المخيم بشكل مريب وبجهل من أهل المخيم عمّا يدور بينهم، وقد أدت هذه الاشتباكات إلى نزوح سكان المخيم وتدمير المخيم بالكامل ومقتل عدد كبير من الطرفين.
يقع مخيم نهر البارد في محافظة لبنان الشمالي إلى الشمال عن مدينة طرابلس عند مصب نهر البارد في البحر المتوسط، ويعود تاريخ إنشائه إلى أواخر كانون الأول عام 1949م, وتقدر مساحة المخيم وقت إنشائه بحوالي 1 كلم2 أما اليوم فتبلغ مساحته حوالي 2 كلم2.
ويعد مخيم نهر البارد خزان تجاري كان مزدهرا بأسواقه التجارية المتنوعة التي يعتمد عليها معظم سكانه في تأمين لقمة العيش الكريم، ويضم المخيم آلاف المتعلمين من أطباء ومهندسين ويد عاملة ذات كفاءة ومهارة عالية لذلك يطغى على المخيم الطابع التعليمي والتجاري بشكل عام.
وتقدر جهات مسئولة أن عدد سكان المخيم قد بلغ 6000 فردًا عند تأسيسه، أما اليوم فقد بلغ عدد سكانه أكثر من 38000 نسمة، ويبلغ ارتفاع المخيم عند أعلى نقطة حوالي 32 م.
وقد تم اختيار الأرض التي يقع عليها المخيم من قبل الحكومة اللبنانية بالاتفاق مع منظمة الصليب الأحمر الدولي الذي أشرف حينها على توزيع الخيام فنظمها في صفوف متوازية.
و في مايو 2007 أصبح هذا المخيم محور صراع بين (الجيش اللبناني ومسلحين جماعة فتح الإسلام) وقد أدت هذه الاشتباكات إلى نزوح سكان المخيم وتدمير المخيم بالكامل ومقتل عدد كبير من الطرفين.

## السكان

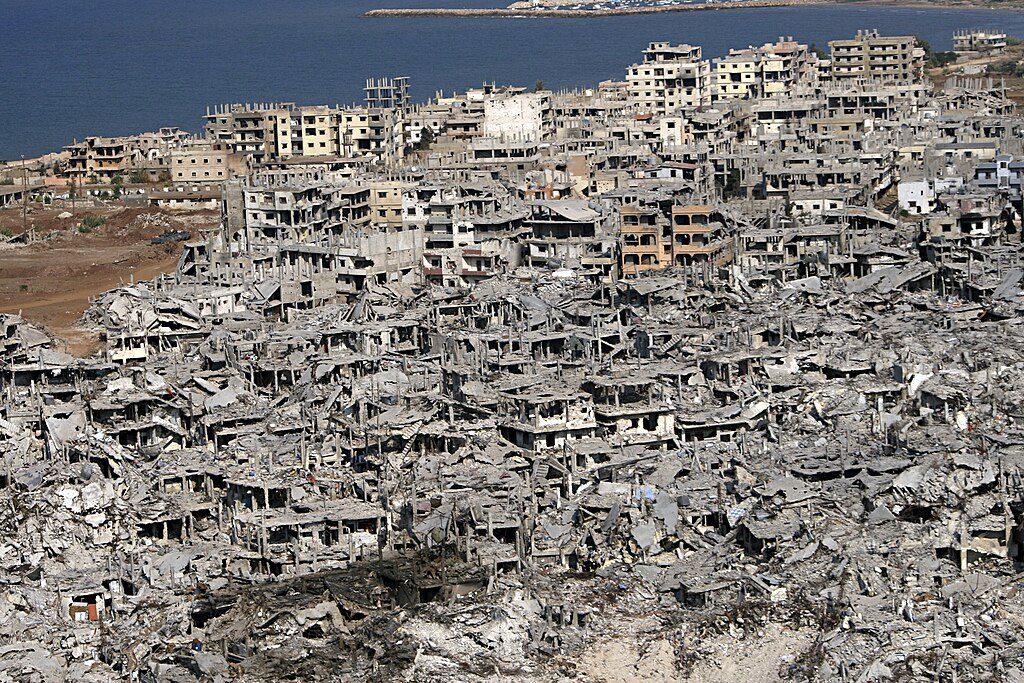
اندلع قتال في مخيم نهر البارد، قرب طرابلس، بين الجيش اللبناني وتنظيم فتح الإسلام المسلح؛ ودُمر جزء كبير من المخيم. بدأت الأونروا أعمال إعادة الإعمار عام 2009. بتكلفة تقديرية بلغت 345 مليون دولار، في أكبر مشروع إعادة إعمار تنفذه الأونروا على الإطلاق

سكن المخيم أهالي صفورية وسعسع والدامون وعمقا والسموعي والبروة والشيخ داوود والغابسية وعكا وحيفا وصفد.

## انظر
- قائمة بمخيمات اللاجئين الفلسطينية
- الصراع في شمال لبنان 2007

## وصلات خارجية
عيد حزين للاجئين في المخيمات الفلسطينية في لبنان. بقلم إيمان قزي. مراسلة ومينز إي نيوز